# ゲームマーケット
ゲームマーケットは、『電源不要ゲーム』のみを対象とした有料のゲームイベントである。東京では年2回春と秋に開催される。第1回開催は2000年4月2日。現在の会場は幕張メッセ。また関西地方でも年1回開催されている。

## 概要
「ゲーム系」同人の中でも比較的マイナーなジャンルとされる、遊ぶのに電源を必要としないゲーム（アナログゲーム）にジャンルを限定したイベントで、同人系・商業系問わず多数のブースが出展されている。
イベントには幅広い年齢層が参加しており、一般参加者には親子連れも多く、低年齢層や親子向けのゲームを楽しめる専用のブースも設けられている。来場者数は、第1回の2000年は約400人であったが、2010年（約2200人）あたりから加速度的に増えており、2016春には初めて来場者が1万人を突破した（約11000人）。2017秋からは、更なる来場者の増加に鑑み、2日間の開催となっている。現在の最多来場者数は、2019秋ののべ約29300人（1日目は約16300人、2日目は約13000人）。2022年までゲームマーケット事務局の事務局長を務めた刈谷圭司(アークライト所属)は、日本におけるアナログゲーム文化を根付かせるために「参加者を5万人くらいにしたい」と語っている。
業界関係者の来場やブース参加も多く、安田均、鈴木銀一郎をはじめとした著名な業界人なども来場またはブース参加している。また、アークライト、ホビージャパン、冒険企画局、グループSNE、オインクゲームズをはじめとしたアナログゲーム製作・販売企業、ホビーベースイエローサブマリン、メビウスゲームズ、書泉、さらに名古屋や広島のアナログゲームショップなども出展している。
創設者は、ゲーム研究家であり、アナログゲームサークル「なかよし村とゲームの木」の主宰も務めている草場純である。1999年8月に、草場がパソコン通信のニフティゲームフォーラムにて「ゲームマーケットの可能性」というスレッドを立て、「コミックマーケットのゲーム版はできないでしょうか」として「コレクターによるゲームの交換会・販売会、それに絡めた同人ゲームの発表やテストプレーを兼ねた即売会」と提案したものが、大元のアイデアであった。
2009年までは、草場を中心とした有志による「ゲームマーケット準備会」が主催・運営していた。来場者の増加に伴い、2010年からは主催がアークライトに変わり、運営システムも「ゲームマーケット事務局」が中心となるなど大きく変更が加えられた。

### 会場の変遷
各開催ごとの会場、開催日、来場者数などの詳細は、公式サイトの「開催データ」のページを参照のこと。
2000年：カンダパンセ（閉館）
2001年〜2012年：台東区民会館（→東京都立産業貿易センター台東館）
開催ごとに開催スペースが異なる。規模の拡大により、2008年からは会場を2階に分け、2009年は開催前日にプレイベントが行われた。当初は春のみの開催だったが、2011年からは秋のテーブルゲームフェスティバルを置き換え、春と秋の年2回開催となった。
2013年〜2024年春：東京ビッグサイト
開催ごとに開催ホールが異なる。開催規模の更なる拡大、および都立産業貿易センターの修繕による休館に伴い、当初2014年からの会場の移転が予告されていたが、2012秋の盛況に鑑みて予定を前倒しし、2013春はブシロードの協力により会場を東京ビッグサイト西展示棟3ホールに移して開催された。
2019春から2020秋までは、東京2020オリンピックが開催予定だったことに伴い、東京臨海高速鉄道りんかい線東京テレポート駅そばの青海展示棟にて開催された。
当初の開場時間は10時であったが、2021秋からは11時の開場となり、1日目の11時入場には早期入場チケットが必要となった。
新型コロナウイルスの影響
2020春は、4月25日、26日の2日間にわたり開催予定であったが、新型コロナウイルス感染症の流行拡大に伴い、イベントを安全に開催できる目途が立たなかったため、3月23日に開催自粛が発表された。これを受けて、出展予定者のゲームを販売する場として、アークライトをはじめとする数社により通信販売サイトが設けられた。
2020秋は、11月14日、15日の2日間にわたり開催された。新型コロナウイルスの感染予防対策として、行政・会場の定めに基づき会場収容人数のコントロールを行い、午前の部、午後の部での入れ替え制を実施。午前の部の終了後には、1時間の場内換気および消毒時間が設けられ、来場者のマスク着用、入場前の検温などの措置が取られた。来場者数は、1日目は約8100人、2日目は約5200人で、のべ約13300人であった。
2021春は、4月10日、11日の2日間にわたり、西展示棟1・2ホールで開催された。新型コロナウイルスの影響により、当初は1日開催も検討されていたが、2020年11月27日に2日間開催することが発表された。しかし、2021年1月の首都圏の緊急事態宣言の発令により、再度開催の是非を判断することになり、2021年3月1日に改めて開催が決定した。来場者数は、1日目は約7000人、2日目は約5500人で、のべ約12500人であった。
2024年秋～：幕張メッセ
開催ごとに開催ホールが異なる。東京ビッグサイトが人気がある会場ゆえに日程が定まりづらいこと、さらに2025年から東京ビッグサイトのメンテナンスが入ることを理由に、2024年秋からは会場を幕張メッセに移して開催されている。
直近の開催である2025春は、5月17日、18日の2日間にわたり展示ホール5・6・7・8で開催され、のべ約27000人（1日目は約15000人、2日目は約12000人）が来場した。

### 関西地方での開催
2012年より、関西地方にて年1回、2月から4月にかけて開催されている。開催規模の拡大に伴い、以下のように会場が変遷している。
2012年〜2014年：『ゲームマーケット大阪』大阪マーチャンダイズ・マートビル
2015年：『ゲームマーケット大阪』花博記念公園鶴見緑地内ハナミズキホール（水の館ホール）
2016年、2017年：『ゲームマーケット神戸』神戸国際展示場3号館
2018年、2019年、2021年：『ゲームマーケット大阪』インテックス大阪
2024年：『ゲームマーケット京都 in 京まふ』京都市勧業館（みやこめっせ）日図デザイン博物館
2019年は3月10日に開催され、約6900人が来場した。
2020年は3月8日に開催予定であったが、新型コロナウイルスの感染拡大防止に鑑みた政府からのイベント中止・延期要請を受け、2月26日に開催中止が発表された。
2021年は3月28日に開催。新型コロナウイルスの影響により、当初は出展申込が330件以上こなかった場合は開催を中止することが予告されていたが、2020年11月20日に開催が決定した。しかし、2021年1月の関西圏の緊急事態宣言の発令により、再度開催の是非を判断することになり、2021年2月15日に改めて開催が決定した。来場者数は約4500人であった。
2022年は2月6日に開催予定であったが、2022年1月20日に大阪府が国に新型コロナウイルス感染症のまん延防止等重点措置の要請を行うことが発表されたため、1月21日に開催自粛が発表された。
2023年は依然としてイベントを安全に開催できる目途が立たず、開催の予定を組んで中止となった場合のダメージが大きいとして開催が見送られた。
2024年は開催時期を秋（9月21日、22日）とし、京都にて約3年半ぶりに関西地方でのゲームマーケットが開催（京都国際マンガ・アニメフェアとの併催）された。

## 主に扱われる作品
上記の通り、電源を使わないゲーム（アナログゲーム）が扱われている。
- カードゲーム
- ボードゲーム
- テーブルトークRPG
- ウォーゲーム
- シミュレーションゲーム
- マーダーミステリー
- トレーディングカードゲーム（2015春から、商業製品も出展可能に）
- クイズ・パズル・謎解きゲーム（リアル型脱出ゲーム）
- 囲碁・将棋などの伝統ゲーム

ブースは、企業・一般のサークル・個人を問わず出展が可能である。出展内容も、商業作品や同人作品、上記のゲームを題材とした解説書や二次創作同人誌、さらにはテーブルトークRPG用のフィギュアや、ダイス、トランプ、ゲーム関連の小物といったグッズなど、幅広く扱われる。また、中古のゲームを扱うブースや、後述のオークション、バザールといった企画もあり、絶版となった作品などの掘り出し物を目当てとした来場者もいる。
原則として、成人向け作品の出展は禁止されている。なお、事前にゲームマーケット事務局に相談して許可を取り、衝立で周囲を遮断するなどの対策を取った上で、例外的に頒布・体験プレイが可能となる場合がある。実際に、2018春では成人向け作品専用の試遊部屋を設けたブースがあった。2023秋からは、性的描写等を理由に年齢制限（PG12、R15など）を設けた作品を出展するブースを、事務局側で指定したゾーニングエリアに配置し、子供の立ち入りを制限する措置が取られた。
出展者はオプションでプレイスペースを申請することもでき、来場者は出展ゲームの体験プレイができる。かつては、会場内にフリースペースもあり、買ったゲームをその場で遊ぶことができたが、2013秋以降は、増加の一途をたどる出展ブースを確保するため、フリースペースは設けられなくなった。2024春は、2日目限定でフリースペースが復活したほか、1日目の終了後には会場近くのホテルにて買ったゲームを遊べる「ゲームマーケットナイト」が開催された。2024秋は、会場が幕張メッセに移ったことにより2日間通してフリープレイスペースが設けられ、1日目の終了後には会場内での「ゲームマーケットナイト」が開催された。
初期の開催では、中古のゲームやテーブルトークRPGを中心に扱われていたが、一般のサークルの参加が増加したことで、現在は同人ゲームを扱うブースが最も多い。コミックマーケットの『ゲーム（電源不要）』ジャンルでは、テーブルトークRPGのサークルが多勢を占めるが、ゲームマーケットでは逆にカードゲーム、ボードゲームのサークルの方が多い。

## 企画・イベント
各ブースの出展以外にも、以下のようなイベントが開催されている。開催終了したものも含めて記載する。
ライブ
第1回で生演奏が行われた。
入札オークション
出品された中古ゲームに、入札者が金額を書いた紙をスタッフに渡して入札する。
公開オークション
オークショニアが出品物を掲げ、来場者のかけ声によって落札者を決定する。いずれのオークションも、主催者側のロイヤリティはない。
バザール/フリーマーケット
個人参加者が、フリーマーケット形式で商品を販売する。
こどもゲームコーナー
「世界のボードゲームを広める会ゆうもあ」が企画し、子供向け、家族向けで楽しめるゲームを体験できる。これとは別に、どうぶつしょうぎなどのゲームを体験できるブースもある。
伝統ゲーム体験コーナー
世界の伝統的なゲームを体験できる。これまでにドミノ、バックギャモン、テキサス・ホールデム、投扇興、キャロム、うんすんカルタ、ごいた、チェッカー・ドラフツ、連珠、八八、中将棋、クリベッジ、麻雀（中国麻将）、ラミィキューブなどの体験会が開かれてきた。
テーブルトークRPG体験コーナー
2015春より、JGC出張版や、TRPGフレッシュフェスなどとして開催。一定の時間内（目的や熟練度により30分、60分、150分など）で、テーブルトークRPGのセッションを体験できる。
特設ゲーム体験コーナー
上記以外にも、テーマを定めたゲーム体験ブースが設けられることがある。2013秋は人狼（汝は人狼なりや?）、2016春は世界の名作ゲームを体験できた。
ゲームマーケット大賞（シュピレッタ賞）
会場での投票を集計し、もっとも良い非電源ゲームを選出する。シュピレッタ賞とも称され、「シュピレッタちゃん」という女性キャラクターが使われていた。2014年から2019年までは、後述のゲームマーケット大賞としてリニューアル開催された。
韓国企業コーナー
2008年と2009年に開催。韓国のボードゲーム企業が独自にブースを設けて出展した。
スタンプラリー
2011春から2013春まで開催。出展者のゲームを体験プレイすることで、カタログにスタンプを押してもらえる。スタンプ2個ごとに1回抽選に参加でき、景品をもらうことができた。
リアル謎解きゲームマーケット（ドラマチック謎解きゲーム×ゲームマーケット）
2014春より開催。多くの謎解きイベントを手掛けている「よだかのレコード」が主催し、会場全体を使った謎解きゲームを行う。入場料とは別に参加費が必要。
2020秋では「ミステリーオブゲームマーケット」と題し、ゲームマーケットの20年の歴史を題材とした謎解きゲームが行われた。
キッチンカーコーナー
2014秋より開催。会場の外（開催によってはホール内）に数台のキッチンカー（移動厨房車）が設置され、軽食を提供する。
コロナ禍により一時中断されていたが、2024春より復活した。
トークショー
2015春に開催。『世界の七不思議(7Wonders)』や『HANABI』などのゲームを手掛けたフランス人ゲームデザイナーのアントワーヌ・ボザへの公開インタビューや、クリエイター向けのアナログゲームの作り方講座が行われた。ボザは、2016春には同じくフランス人ゲームデザイナーのコランタン・ルブラと組んで、出展者として参加した。
2018大阪では、『あやつり人形』や『インカの黄金』などのゲームを手掛けたフランス人ゲームデザイナーのブルーノ・フェイドゥッティと、日本人ゲームデザイナーのカナイセイジ、林尚志によるトークショーが行われた。
2023秋では、『蒸気の時代』や『ブラス』などのゲームを手掛けたイギリス人ゲームデザイナーのマーティン・ワレス、世界最大のアナログゲームイベント「エッセンシュピール」のディレクターを務めるロビン・デ・クルアらのトークショーが行われた。
2024春では、『電力会社』や『ファウナ』などのゲームを手掛けたドイツ人ゲームデザイナーのフリードマン・フリーゼ、自らが登場するマーダーミステリー作品を頒布した堀江貴文らのトークショーが行われた。
上記以外にも、三遊亭楽天による「TRPG落語」など、トークを中心とした企画が催されている。
ふくびき大会
2016秋に開催。以前開催されていたスタンプラリーをリニューアルしたもの。協賛する出展者のゲームを購入または体験プレイすることで、ふくびき券を1枚もらえる。ふくびき券5枚で1回抽選に参加でき、過去に出展者がサンプルとして主催者に提供したゲームなどをもらうことができた。
2017年以降の秋開催では、アンケートに回答したり、入場パスを提示したりすると抽選に参加できる方式となった。
新作ゲーム展示コーナー
2016秋より開催。会場の拡大に伴い、すべての新作ゲームを把握できなくなったという声に応え、各出展者より提供されたサンプルゲームを展示する。
プレイスペースストリート
2016秋に開催。東京都内にあるアナログゲームを遊べる店舗が出展し、それぞれの店舗が薦めるゲームなどを体験できた。
2017春からはブース出展の形式に移行し、都外の店舗も出展しているほか、店舗独自のゲームが頒布されることもある。
ゲームマーケットライブ
2020秋より開催。会場から、場内レポートや、各ブースの頒布品などの情報を動画配信する。

## ゲームマーケット大賞
ゲームマーケット初期に行われていた同名の賞をリニューアルし、2014秋から創設された賞で、1年に1回のサイクルで大賞を決定する。アナログゲームの専門家が審査を行い、一次審査、二次審査、優秀作品選出（三次審査）、大賞作品選出（最終審査）と、順次作品を絞っていく。審査員長は、ゲームマーケットの創設者である草場純が務めた。
2019秋にて発表の第5回をもって終了となった。終了の理由としては、「ゲームマーケットで発表されるゲームの数が増加の一途をたどっている」、「より多様な意見から選ばれる賞を創設したい」の2点が挙げられた。2020年秋からは、ゲームマーケットの主催であるアークライトが製品化を保証する「アークライト・ゲーム賞」が設けられる。
ゲームマーケット大賞終了後には、ゲームマーケット来場者による投票で選ばれる「ゲームマーケット・セレクション」も設けられる予定であったが、2020大阪、および2020春の開催中止・自粛に伴い中断となり、その後も開催の目途は立っていない。
- 対象年の前年の秋開催、対象年の関西開催と春開催で発売実績のあるアナログゲームが対象となる。対象年の秋開催で、大賞作品を発表する。
- 版権テーマの作品、テーブルトークRPG（テーブルトークRPG風ゲームなら対象となる。以下同様）、トレーディングカードゲーム、ウォーシミュレーションゲーム、伝統ゲーム、および主催のアークライトが発売した作品は対象外となる。
- 選定方針として「面白い作品であること。なるべく多くの『ゲームマーケット来場者』が満足できる作品」「あまりゲームを遊んだことがない人が『大賞だから買ってみよう』と思える作品」が挙げられている[47]。
- 第3回（2017年発表）までは、公式サイトで行われる新作評価アンケート[注釈 13]で上位に入った作品も、自動的に一次審査通過となった。第4回（2018年発表）からは、アンケートの結果は専門家による審査の参考データとして使われた。
- 選考からは漏れたが、審査員から選定方針以外の観点で優秀作品に値すると評価された作品には特別賞が授与される[注釈 14]。
- 第3回からは、大賞のほかにキッズ賞やエキスパート賞が選出される。なお、特別賞、キッズ賞は、該当作なしの回もあった。
- 副賞として、大賞作品の作者には企業ブースの2日間無償出展権（当初は1日）、優秀作品の作者には一般ブースの1日無償出展権、二次審査通過作品の作者には出展申し込みが抽選になった場合の優先出展権が贈られる。これらの権利は、受賞以降1年間（翌年の秋開催まで）のゲームマーケットにおいて一度のみ有効[注釈 15]。

### 大賞作品
| 回数  | 発表年 | 作品名                | 発行元            | 作者                 | 備考 |
| ----- | ------ | --------------------- | ----------------- | -------------------- | --- |
| 第1回 | 2015年 | 海底探険              | オインクゲームズ  | 佐々木隼、佐々木吾朗 | 優秀作品： 特別賞：枯山水(ニューゲームズオーダー)                                                                                   |
| 第2回 | 2016年 | ビンジョー×コウジョー | すまいる120円工房 | すまいる120円        | 優秀作品： 特別賞：アニュビスの仮面(ギフトテンインダストリ)                                                                         |
| 第3回 | 2017年 | 8ビットモックアップ   | さとーふぁみりあ  | 佐藤敏樹             | 優秀作品： キッズ賞：KITTYS(リトルフューチャー) エキスパート賞：エンデの建国者(imagine GAMES) 特別賞：-KUFU- クフ(るりるりゲームズ) |
| 第4回 | 2018年 | 天下鳴動              | 77spiele          | 与儀新一             | 優秀作品： エキスパート賞：Improvement of the POLIS(Head Quarter Simulation Game Club)                                              |
| 第5回 | 2019年 | FOGSITE               | SoLunerG          | Meichi Sola          | 優秀作品： キッズ賞：ポラリッチ(daitai) エキスパート賞：横濱紳商伝デュエル(OKAZU brand)                                             |

### アークライト・ゲーム賞作品
| 発表年 | 最優秀作品名                        | 発行元         | 作者           | 備考             |
| ------ | ----------------------------------- | -------------- | -------------- | ---------------- |
| 2020年 | ドキッと!アイス                     | らなとパパ     | らな、イゾ     | その他の受賞作品 |
| 2021年 | どひょ〜!どんなコトバもワードスコイ | するめデイズ   | ニルギリ       | その他の受賞作品 |
| 2022年 | ミリメモリー                        | とどのつまり   | とどのつまり   | その他の受賞作品 |
| 2023年 | トーネードスプラッシュ2             | アヂサワゲーム | アヂサワモユキ | その他の受賞作品 |
| 2024年 | バザールの商人たち                  | サイシュピール | パーティ太郎   | その他の受賞作品 |

## エピソード
- 2000年の第1回開催時は予想を超える来場者数にカタログが売り切れてしまい、やむなく「カタログを持たない人の入場禁止」という決断が取られた。草場純をはじめとしたスタッフは「100人来たらお祝いだ」と語っていたが、400人も来場し会場からあふれたことで、会場側からお叱りを受けてしまったという[7][48]。

- 2013春は開催前の待機列が長くなったため、会場管理者の要請により開場時間が10分早められて9時50分の開場となった。また13時頃、会場の主な照明が消えるアクシデントが発生したが、主催者側の「ただいま会場の照明が落ちておりますが、当イベントは電源不要のイベントですのでご安心下さい」との放送により会場内で喝采が起きた。なお照明はその直後に回復した。さらに、アークライト直営ゲームショップでの店頭販売分カタログが開催前日に売り切れ、当日分も15時頃に完売したため、15時30分以降閉会の17時までは入場無料となった。

- 2013秋はニコニコ動画に「ゲームマーケットチャンネル」を開設し、開催日までアナログゲームのプレイ動画などを配信した他[49]、「ニコニコ自作ゲームフェス2」に「ゲームマーケット賞」を設立し、ゲームマーケット2013秋の会場内で授賞式の生放送を行った[50]。

- 2014春は、ゲームマーケット開催15周年の節目として、イラストレーターの平尾リョウによるマスコットキャラクター「コロ」「チップ」「バン」が登場した。おとぎ話の「桃太郎」に登場するイヌ、キジ、サルと、アナログゲームでよく扱われるサイコロ（ダイス）、チップ、ゲーム盤（ボード）をそれぞれ組み合わせたキャラクターである。これらのキャラクターは、自作ゲームや動画などへの自由な使用が可能となっている[51]。

- 2015春は、当初は16時から入場無料とする予定だったが、当日分の入場チケットが完売したため、1時間繰り上げて15時から入場無料となった。同様に、2015秋は15時から、2016春は16時から入場無料となった。

- 2020年6月27日、28日には、2020大阪および2020春が新型コロナウイルスの影響により中止となったことで、ゲーム製作者に作品発表と新しい形の活躍の場を提供する「ゲームマーケット ライブ」が開催された。ゲームマーケット事務局がポスト・コロナ時代の「新しいイベントのあり方」と位置付け、ゲーム製作者たちによる動画のライブ配信や、SNSを通じての情報発信などを行った[52]。

- 2020年8月16日には、東京都立産業貿易センター台東館にて「ゲームマーケット出張版2020浅草」が開催された[53]。同会場では8年ぶりの開催。新型コロナウイルスの感染予防対策として、時間を区切った入れ替え制での入場制限、来場者のマスク着用、入場前の検温などの措置が取られた。

- 2000年から2009年までのカタログは国立国会図書館で閲覧が可能である。